# James Williams
Pour les articles homonymes, voir James Williams (homonymie) et Williams.
James Williams, né le 8 mars 1951 à Memphis, Tennessee et mort le 20 juillet 2004 à New York, État de New York, est un compositeur et pianiste de jazz américain.

## Discographie
- 1978 : Flying colors avec Slide Hampton - Zim Records
- 1978 : Focus avec Dennis Irwin - Red Record
- 1981 : Images (Of Things To Come) - Concord Jazz
- 1982 : Together / Spolu avec Emil Viklický - Supraphon
- 1984 : Alter Ego - Sunnyside
- 1987 : Magical Trio 1 - EmArcy
- 1988 : Magical Trio 2 - EmArcy
- 1989 : Meet The Magical Trio avec  - EmArcy
- 1990 : Four Play avec Clifford Jordan, Richard Davis, Ronnie Burrage - DIW Records
- 1990 : I Remember Clifford avec Richard Davis, Ronnie Burrage - DIW Records
- 1992 : James Williams Meets The Saxophone Masters - Columbia
- 1993 : Memphis Piano Convention avec Donald Brown, Harold Mabern, Mulgrew Miller, Charles Thomas, Russell Wilson - DIW
- 1993 : Memphis Convention avec Calvin Newborn, Bill Mobley, Bill Easley, George Coleman, Lewis Keel, Herman Green, Donald Brown, Harold Mabern, Mulgrew Miller, Charles Thomas, Jamil Nasser, Tony Reedus - DIW
- 1994 : Up To The Minute Blues - DIW
- 1995 : The Bitten Moon avec Jon Hazilla Trio, Ray Drummond - Cadence Jazz Records
- 1996 : At Maybeck, concert (vol. 42 de la Maybeck Recital Hall Series) - Concord Jazz
- 2006 : Soulful Serendipity avec Bobby Watson - We Always Swing Jazz Series